# Seiichi Yashiro
Seiichi Yashiro (japanisch 矢代 静一; geboren 10. April 1927 in Tokio; gestorben 11. Januar 1998) war ein japanischer Dramatiker, Drehbuchautor, Autor und Übersetzer.

## Leben und Wirken
Seiichi Yashiro absolvierte ein Studium der französischen Literatur an der Fakultät für Geisteswissenschaften der Waseda-Universität. Er arbeitete zunächst am Theater „Haiyū-za“ (俳優座), dann am Theater „Bungaku-za“ (文学座), das von Kishida Kunio geleitet wurde, wo er mit Stücken wie „Shiro“ (城館) – „Lustschloss“ (1954), sowie „Esugata nyōbō“ (絵子女房) – „Bildhafte Ehefrau“ (1955) Aufmerksamkeit erregte. 
Das Stück wurde 1961 als Oper aufgeführt, vertont von Hayashi Hikaru.
Später produzierte Yashiro die Dramen
- „Zō to kanzashi“ (象と簪) – „Elefant und Haarnadel“ (1956),
- „Chizu no nai tabi“ (地図のない旅) – „Eine Reise ohne Landkarte“ (1961),
- „Kiiro to momoiro no yūgata“ (黄色と桃色の夕方) – „Ein gelber und rosa Abend“, ein Film über Konflikte der Jugend nach dem Zweiten Weltkrieg, der positiv bewertet wurde,
- „Kuroi no higeki“ (黒の悲劇) – „Eine schwarze Tragödie“ (1962),
- „Miyagino“[A 2] (1966)

und andere Stücke im farbreichen Stil, so dass man ihn den „Japanischen Anouilh“ nannte. Weitere Stücke sind
- „Yoake ni kieta“ (夜明けに消えた) – „Verschwunden im Morgengrauen“ (1968), eine Erklärung zur Bekehrung zum Christentum – Yashiro war Katholik geworden,
- eine „Ukiyoe-Trilogie“, wobei er für „Sharaku-kō“ (写楽考) – „Eine Studie zu Sharaku“ 1972 den „Yomiuri-Literaturpreis“ im Fach „Dramen/Drehbücher“ erhielt,
- „Hokusai Manga“ (北斎漫画) 1973, erschien 1979 auf Englisch als „Hokusai Sketchbook“,
- „Ayakashi“ (妖かし) – „Gespenstisch“ (1978), „Tasogare no meruhen“ (黄昏のメルヘン) – „Zwielicht-Märchen“ (1982),
- ein Film über den Haiku-Dichter „Kobayashi Issa“ (1991),
- „Ryōkan ibun“ (良寛異聞) – „Ryōkan, eine ungewöhnliche Geschichte“ (1997).

Yashiro verfasste etwa 40 Drehbücher zu Fernseh-Dramen, publizierte Bücher, ebenfalls etwa 40, darunter „Edo no rokudenashi“ (江戸のろくでなし) – „Ein Edo-Bastard“ (1982). Er hinterließ die Biographie „Kishu-tachi no seishun“ (旗手たちの青春) – „Die Jugend der Fahnenträger“ (1985) und „Ganshū no hito“ (含羞の人) – „Ein schüchterner Mensch“ (1998).